# روبرت هاربر
روبرت هاربر (بالإنجليزية: Robert Harper)‏ هو تاجر وسياسي أسترالي وبريطاني (وحمل سابقاً جنسية المملكة المتحدة لبريطانيا العظمى وأيرلندا)، ولد في 1 فبراير 1842 في غلاسكو في المملكة المتحدة، وتوفي في 9 يناير 1919 في أستراليا. حزبياً، نشط في Protectionist Party ‏ (1901 – 1909) وLiberal Party (Australia, 1909) ‏ (1909 – 1913). وقد انتخب عضو الجمعية التشريعية فيكتوريا عن دائرة Electoral district of East Bourke ‏ (يونيو 1882 – مارس 1889) وانتخب عضو الجمعية التشريعية فيكتوريا عن دائرة Electoral district of West Bourke ‏ (أغسطس 1879 – يونيو 1880) وانتخب عضو مجلس النواب الأسترالي عن دائرة Division of Mernda ‏ (29 مارس 1901 – 23 أبريل 1913).